# Oswaldo Cruz Filho
Oswaldo Cruz Filho (29 de julho de 1903 - Petrópolis, 7 de março de 1977) foi um médico patologista, microbiologista e enxadrista brasileiro. Era filho do sanitarista brasileiro, Oswaldo Cruz, e de Emilia Fonseca da Cruz. Formou-se pela Faculdade Nacional de Medicina, em 1925, ingressando, no ano seguinte, no Instituto Oswaldo Cruz (atual Fiocruz), onde chefiou o Laboratório de Soros e Toxoides. Foi presidente do Instituto, entre 17 de outubro de 1970 e 31 de março de 1972. Assim como seu irmão, Walter, disputou vários campeonatos de xadrez, chegando a representar o Brasil nas Olimpíadas de xadrez de 1939 e 1952.